# Iglesia de Nuestra Señora de Guadalupe (Madrid)

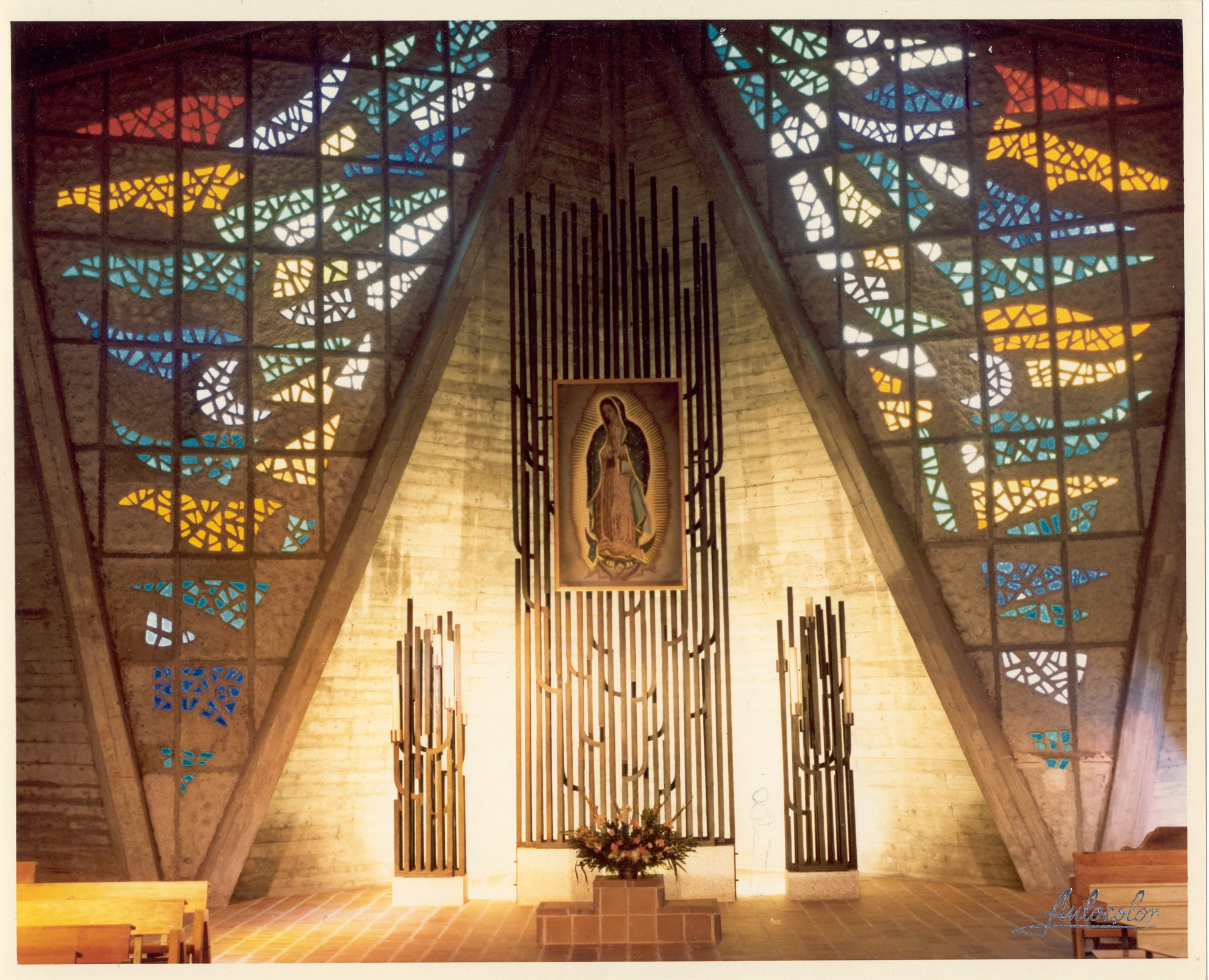
Retablo del altar mayor. Autor Eladio García de Santibáñez

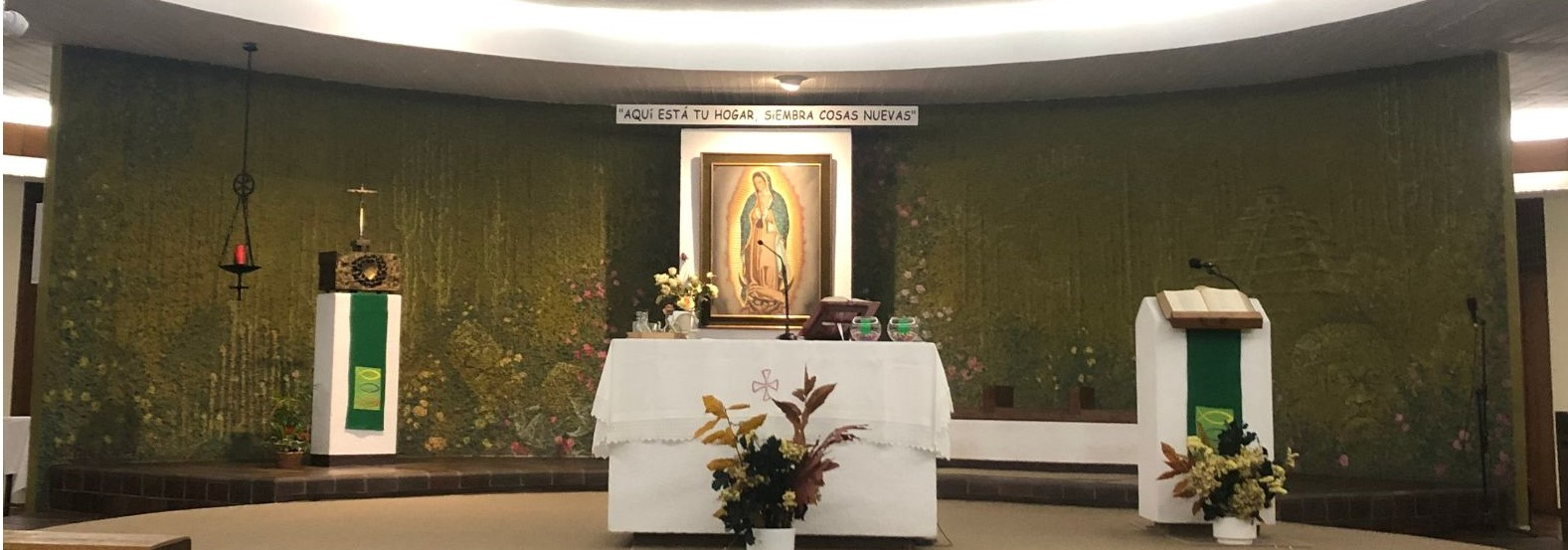
Mural de pintura. Autor Eladio García de Santibáñez. Ubicado en la cripta de la Iglesia de Nuestra Señora de Guadalupe (Madrid)

La iglesia de Nuestra Señora de Guadalupe (también conocida con el nombre de iglesia de los Mexicanos) es un templo católico de España situado en la ciudad de Madrid. Fue obra de los arquitectos Enrique de la Mora y Palomar y José Ramón Azpiazu, y de José Antonio Torroja y Félix Candela (estos dos últimos como ingenieros). Presenta una planta octogonal inscrita en una circunferencia de un diámetro de 53,74 m. Son característicos del edificio el paraboloide hipérbólico de la cubierta y la extensa superficie soportada por tan solo cuatro pilares interiores. El proyecto del encofrado del edificio por parte del hispano-mexicano Félix Candela ha sido calificado como «magistral». La obra de Enrique de la Mora constituyó la primera de un arquitecto mexicano en España.

El retablo del altar mayor y los candelabros en hierro que le acompañan es obra del artista Eladio García de Santibáñez (E.G. de Santibáñez), como la ornamentación del presbiterio del templo con el diseño en madera del altar, sillería y ambón.
En la cripta el diseño de la reja corredera de hierro forjado que da acceso, así como el mural semicircular que acoge  el presbiterio, cuyo tema es el encuentro de la cultura prehispánica e hispánica sobre el que renace las rosas de Castilla, son también creaciones de Eladio García de Santibáñez http://www.santibanez-art.com/.